# Nom vietnamita
El nom vietnamita, generalment, està format per tres components: un nom familiar, un o més noms del mig o segons prenoms, i un nom de pila o prenom, utilitzats en aquest ordre. L'ordre del "nom familiar primer" segueix el sistema dels noms xinesos, comú a tota l'àrea cultural xinesa, tot i que difereix dels noms xinesos, coreans i japonesos al disposar d'un nom del mig. Les persones poden ser interpel·lades tant mitjançant el nom complet, el prenom o un pronom jeràrquic (fet que, normalment, demostra un grau de familiaritat o amistat proper).
Com a conseqüència de la freqüència en què es troben cognoms com Nguyễn, Trần o Lê, les persones normalment són interprel·lades a partir del seu nom del mig o del seu prenom als mitjans vietnamites i en sectors poblacionals més joves.
Com que la llengua vietnamita és tonal, també ho són els seus noms. Els noms que s'escriuen igual però tenen tonalitats diferents, són noms diferents, fet que pot provocar que la gent no vietnamita tingui problemes quan no s'escriuen els accents diacrítics.
Tot aquell que sol·liciti la nacionalitat vietnamita ha d'adoptar un nom vietnamita.

## Cognom
El cognom, o nom familiar, se situa en primera posició, i és passat de pare a fills. S'estima que hi ha al voltant de 100 noms familiars, tot i que alguns són més comuns que els altres. S'estima que el nom Nguyễn és utilitzat pel 40% de la població vietnamita. Els tres primers cognoms, numèricament, són tant habituals perquè la població tendia a adoptar el nom dels emperadors amb motiu de mostrar la seva lleialtat. Amb el pas de les generacions, els noms familiars van acabar essent permanents.
A continuació segueix un llistat dels cognoms vietnamites més comuns (els caràcters xinesos que els acompanyen són Hán tự). Conjuntament, aquests 14 noms són utilitzats pel 90% de la població:
1. Nguyễn 阮 (39%)
2. Trần 陳 (11%)
3. Lê 黎 (9.5%)
4. Phạm 范 (7.1%)
5. Huỳnh/Hoàng 黃 (5.1%)
6. Phan 潘 (4.5%)
7. Vũ/Võ 武 (3.9%)
8. Đặng 鄧(2.1%)
9. Bùi 裴 (2%)
10. Đỗ 杜 (1.4%)
11. Hồ 胡 (1.3%)
12. Ngô 吳 (1.3%)
13. Dương 楊 (1%)
14. Lý 李 (0.5%)

## Exemples
- Nguyễn Tấn Dũng, antic primer ministre del Vietnam. Nguyễn és el nom familiar; Tấn és el nom del mig; i Dũng és el prenom. Formalment, era interprel·lat pel seu prenom ("Sr. Dũng"), enlloc del seu nom familiar.
- Així mateix, el cap militar Võ Nguyên Giáp també era anomenat pel seu nom de pila, "General Giáp".